# Dipsomania
Il termine dipsomania (dal greco dípsa che significa "sete") indica una condizione psicologica che comporta un desiderio e un'attrazione incontrollabile per gli alcolici (craving alcolico).
Nel diciannovesimo secolo, il termine dipsomania era usato per riferirsi a una varietà di condizioni legate all'alcol, molte delle quali rientrano oggi nella categoria dell'alcolismo. La dipsomania viene occasionalmente utilizzata anche per descrivere una particolare condizione di attacchi periodici e compulsivi all'assunzione di alcol. L'idea della dipsomania è importante per il suo ruolo storico nel promuovere una teoria della malattia sull'ubriachezza cronica.
È ancora menzionato nella classificazione dell'ICD-10 dell'OMS come descrizione alternativa per la sindrome da dipendenza da alcol, uso episodico F10.26.